# Aleurocanthus woglumi
Espèce
Aleurocanthus woglumi est une espèce d'insectes hémiptères de la famille des Aleyrodidae. Il s'agit d'un ravageur des cultures d'agrumes qui est communément connue sous le nom d'aleurode noir des agrumes, en raison de sa couleur bleu ardoise. Elle est originaire d'Asie mais s'est étendue à d'autres parties du monde. Les guêpes parasites, Encarsia perplexa et Amitus hesperidum peuvent aider à lutter contre ce ravageur.

## Distribution
Cette espèce est originaire d'Inde, mais se trouve également dans d'autres parties de l'Asie, en Afrique, en Amérique centrale et en Amérique du Sud, au Mexique, dans les Antilles, à la Jamaïque et aux États-Unis (Floride, Texas et Hawaï).

## Espèces hôtes
Elle peut vivre sur plus de 300 plantes hôtes, mais ce sont les agrumes comme les citronniers, les orangers et les pamplemoussiers qui sont les plus infestés. Les arbres autres que les agrumes et les arbustes ne sont normalement pas attaqués par cet insecte, mais ils peuvent l'être quand ils poussent à proximité de fortes infestations sur les agrumes. À Hawaï, les arbres comme les manguiers, avocatiers, les poiriers blancs et le cerisier de Cayenne peuvent être parasités.

## Cycle de vie

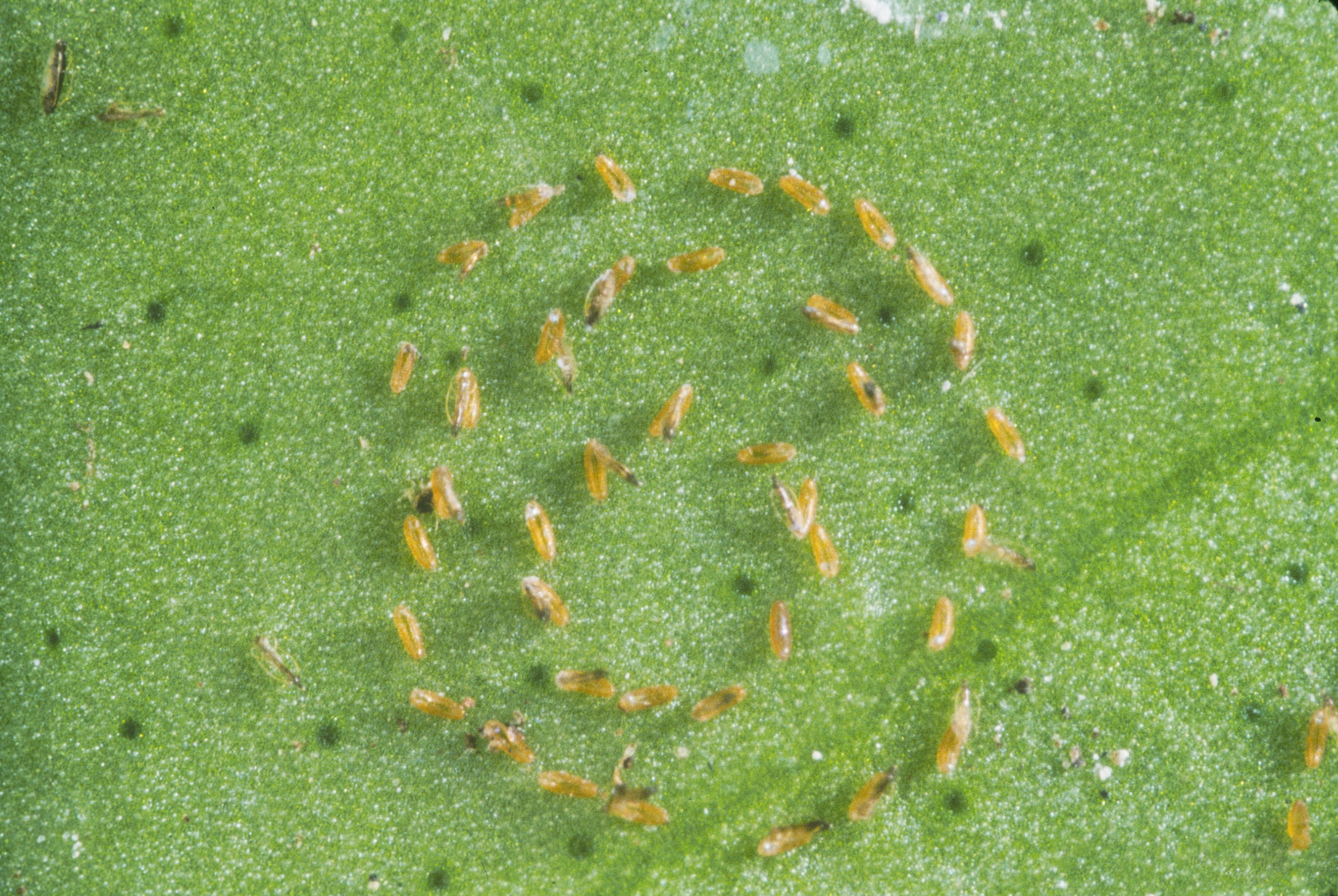
Nymphes sortant de l'œuf.

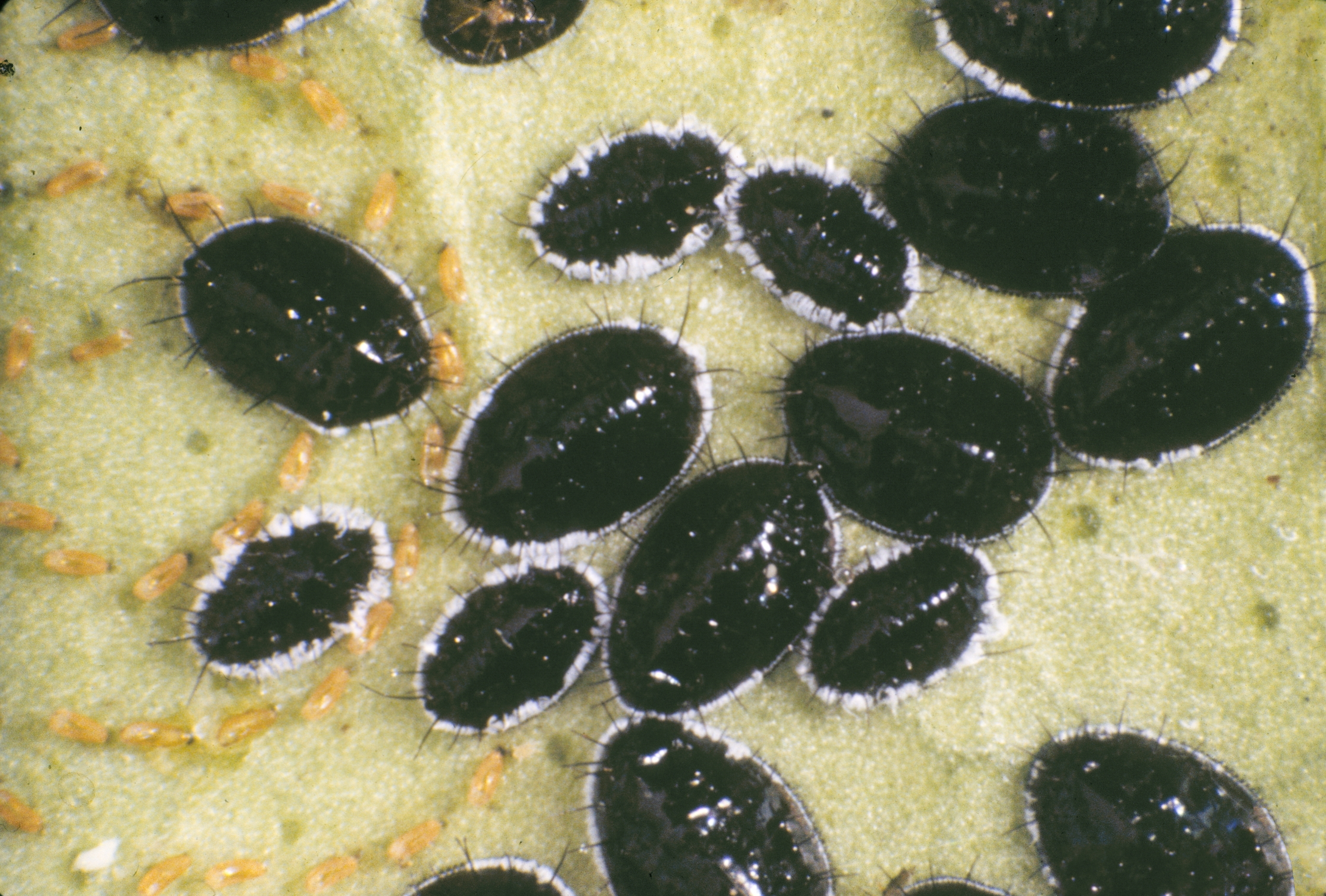
Puppes et œuf.

La femelle pond ses œufs en spirale sur la face inférieure des feuilles. Les œufs sont brun doré, mais s'assombrissent avant l'éclosion qui se passe au bout de sept à dix jours.
La nymphe mue trois fois. Le premier stade est brun, de forme allongée ovale, mesurant environ 0,30 mm de long avec deux filaments transparents faisant le tour du corps. Le second stade est un brun plus foncé avec de courtes épines sur le corps. Elle mesure environ 0,40 mm de long. Le troisième stade est d'un noir brillant avec de nombreuses grosses épines et elle mesure environ 0,87 mm de long sur 0,74 mm de large. Les stades larvaires durent de trois à neuf semaines.
La pupe est ovale, noire avec des poils courts et une frange marginale de sécrétion cireuse.
L'adulte quand il apparaît a d'abord la tête jaune pâle, les pattes blanches et les yeux brun rougeâtre. Peu après, il fonce, l'élaboration d'une fine couche de poudre cireuse qui lui donne un aspect bleu ardoise. Les ailes sont inclinées et maintenues en forme de tente. Le cycle de vie prend de 45 à 130 jours, dépendant largement de la température.

## Dommages
Le mal principal fait par l'aleurode noir est l'aspiration de la sève qui prive l'arbre d'eau et d'éléments nutritifs. L'excrétion de miellat recouvrant la surface des feuilles favorise la croissance de la fumagine ce qui peut gravement nuire à la fois la respiration des feuilles et à la photosynthèse. La combinaison de tous ces facteurs entraîne une détérioration de la santé et de la vigueur de l'arbre et une diminution du rendement en fruits.

## Contrôle de population
L'aleurode noir des agrumes a un certain nombre d'ennemis naturels. Les agents les plus efficaces pour son contrôle en Floride sont des guêpes parasites, Encarsia perplexa et Amitus hesperidum. Le premier a un taux de reproduction plus faible qu'A.hesperidum mais recherche mieux des hôtes appropriés,. Le second est mieux synchronisé avec son hôte car les guêpes femelles adultes sont prêtes à pondre leurs œufs à peu près au moment que stades larvaires appropriés de la mouche sont présents. Ces espèces ont été utilisées dans la lutte biologique contre ce nuisible. Par exemple, les deux espèces ont été introduites à Hawaï en 1999 après la découverte de la présence de la mouche des agrumes l'année précédente. Les deux guêpes ont réussi à s'établir et contribuent à réduire les dommages causés par ce ravageur.
L'utilisation d'insecticides peut aider à lutter contre les infestations temporaires mais ce n'est pas conseillé en raison des effets néfastes sur l'environnement et les prédateurs existants. L'application d'une émulsion d'huile peut être efficace et moins toxique. Des apports d'eau suffisants et des applications appropriées d'engrais favoriseront la croissance de la plante et minimiseront les dommages.